# Tirich Mir West III
Der Tirich Mir West III ist ein Nebengipfel des Tirich Mir im Hindukusch in Pakistan. 
Der Tirich Mir West III hat eine Höhe von 7400 m. Er befindet sich 2,4 km nordwestlich des Hauptgipfels. Dominanz-Bezugspunkt des Tirich Mir West III ist der 1,25 km entfernte Tirich Mir West II. Dieser befindet sich auf demselben Berggrat auf halber Strecke zum Tirich Mir-Hauptgipfel. 
Der Tirich Mir West III wurde im Jahr 1974 von Guy Lucazeau und Bernard Amy über die Westwand erstbestiegen.